# Hàng không năm 1955
Đây là danh sách các sự kiện hàng không nổi bật xảy ra trong năm 1955:

## Chuyến bay đầu tiên

### Tháng 2
- 14 tháng 2 - Mikoyan-Gurevich Ye-2, nguyên mẫu của Mikoyan-Gurevich MiG-21

### Tháng 3
- 2 tháng 3 - Dassault Super Mystère
- 12 tháng 3 - Aérospatiale Alouette II

### Tháng 4
- 25 tháng 4 - FFA P-16 J-3001

### Tháng 5
- 27 tháng 5 - Sud Caravelle

### Tháng 6
- 17 tháng 6 - Tupolev Tu-104
- 25 tháng 6 - Dassault Mirage I
- 25 tháng 6 - Scottish Aviation Twin Pioneer

### Tháng 7
- 23 tháng 7 - PZL TS-8 Bies

### Tháng 8
- 4 tháng 8 - Lockheed Article 001, nguyên mẫu của Lockheed U-2

### Tháng 9
- 7 tháng 9 - Sukhoi S-1, nguyên mẫu của Su-7.
- 20 tháng 9 - Nord 1500 Griffon

### Tháng 10
- 22 tháng 10 - Republic XF-105
- 25 tháng 10 - Saab Draken

### Tháng 11
- 24 tháng 11 - Fokker F27

### Tháng 12
- 15 tháng 12 - Douglas DC-7

## Bắt đầu hoạt động
Tháng 1
- 9 tháng 1 - Vickers Valiant trong Phi đội số 138 RAF

Tháng 6
- 29 tháng 6 - B-52 Stratofortress trong Không đoàn Ném bom 93